# YouTube Poop
YouTube Poop (hay YTP) là một loại video mashup (video trộn) được tạo ra bằng cách chỉnh sửa những nguồn phương tiện đã có sẵn vào mục đích gây cười, làm phiền, gây hiểu nhầm hoặc gây sốc và thường chứa nội dung dâm dục và phân biệt chủng tộc. Những video YouTube Poop thường được tải lên YouTube – nguồn gốc của tên gọi – nhưng cũng được sao chép hoặc tải lên các trang mạng chia sẻ video khác như  Newgrounds, Vimeo, Dailymotion (thường là để lách bản quyền) hoặc Vidme.

## Phương pháp kĩ thuật
Trong một video YouTube Poop điển hình, hiệu ứng hình ảnh và âm thanh được dùng để biến đổi thành tác phẩm phái sinh. Một số video có thể liên quan đến việc sửa lại hoàn toàn hoặc một phần các nguồn để tạo ra hoặc truyền tải một câu chuyện, trong khi số khác đi theo lối kể chuyện phi tuyến và một số có thể chứa nội dung không theo cốt truyện nào cả. Ngoài ra, một video YouTube Poop có thể bao gồm duy nhất một video đã tồn tại được lặp lại chậm hơn hoặc được phối lại. Trong nhiều trường hợp, những YouTube Poop sử dụng một chuỗi các phần tử kì quặc có thể giả trí, gây nhầm lẫn hay kích thích, tùy thuộc vào người xem. Phó giáo sư Nhân học văn hóa tại Đại học Tiểu bang Kansas, Michael Wesch, đã định nghĩa những YouTube Poop là "những bản phối lại ngớ ngẩn (nguyên văn là absurdist remixes) bắt chước và chế nhạo những tiêu chuẩn kỹ thuật và thẩm mỹ thấp nhất của văn hóa phối lại để bình luận về bản thân văn hóa phối lại."
Các nguồn phương tiện của các YouTube Poop bao gồm chương trình truyền hình, phim, tranh biếm họa (cartoon), quảng cáo (commercial), trò chơi điện tử và những video khác đang tồn tại trên YouTube hoặc một nơi khác. Vào cuối những năm 2000, những cảnh được cắt (cutscenes) từ những trò chơi được ra mắt trên nền tảng Philips CD-i (Đáng chú ý nhất là Hotel Mario, Link: The Faces of Evil, and Zelda: The Wand of Gamelon) là một nguồn phổ biến trong trong các YTP vì bản tính "đúng mốt" và "phi thường" của chúng khiến chúng trở nên chín muồi để châm biếm.YouTube Poop thường mang tính bắt nguồn theo nghĩa là tác phẩm của một nghệ sĩ (hoặc "pooper") đôi khi được sử dụng làm nền tảng cho một video khác. Lawrence Lessig, Giáo sư tại trường Luật Harvard, đã đề cập đến hành vi này như một ví dụ về "gọi & trả lời"  trong một nền văn hóa phối lại. Ngoài ra, hai YouTube Pooper (người làm YouTube Poop) có thể tham gia vào "YTP tennis", trong đó cùng một video được phối đi phối lại.

## Bản quyền và sử dụng hợp lí
Do sử dụng tài liệu có bản quyền và cách trình bày các nguồn này, các YTP có thể bị xóa khỏi YouTube sau một khiếu nại DMCA.
Tuy nhiên, nhà khoa học chính trị kiêm tác giả Trajce Cvetkovski đã ghi nhận vào năm 2013 rằng mặc dù Viacom đã đưa ra vụ kiện vi phạm bản quyền với YouTube vào năm 2007, song những YouTube Poop chẳng hạn như "The Sky Have a Weegee" của Hurricoaster, có các cảnh từ bộ phim hoạt hình SpongeBob SquarePants (Chú bọt biển tinh nghịch) (cụ thể là tập "Shanghaied") và Weegee (một bức tranh châm biếm dựa trên việc nhân vật Luigi của Nintendo xuất hiện trong Mario Is Missing) vẫn còn trên YouTube.
Luật pháp ở Vương quốc Anh cho phép mọi người sử dụng tài liệu có bản quyền cho mục đích nhại lại (parody), mô phỏng (pastiche) và châm biếm mà không vi phạm bản quyền của tài liệu. Chủ sở hữu bản quyền chỉ có thể khởi kiện người nhại lại nếu tác phẩm có chứa thông điệp thù hận hoặc phân biệt đối xử. Nếu vụ việc sau đó được đưa ra tòa thì một thẩm phán sẽ được đề nghị quyết định xem video đó có đáp ứng các tiêu chí này hay không.

## Những phản hồi của cá nhân
Các cá nhân bị xuất hiện trong các YouTube Poop đôi khi cố gắng gỡ video của YouTube Pooper xuống vì nội dung người lớn và phỉ báng xuất hiện phổ biến trong đó, đặc biệt nếu các video đó có nhiều khán giả là trẻ em. Nhà thơ trẻ em Michael Rosen (người tuyên bố đã "trở thành một cuồng giáo" giữa YouTube Poopers) đã cố gắng gỡ video đã chỉnh sửa của mình xuống, nhưng sau một vài cuộc thảo luận thẳng thắn với các YouTube Pooper, ông đã quyết định cho phép video ở lại đó, so sánh các bản phối lại để sử dụng trong phần mềm chỉnh sửa ảnh trong một cuộc phỏng vấn sau này. Rosen đã đưa ra một cảnh báo trên trang web của mình rằng:
| “ | Rất nhiều người vui đùa các video của tôi và tạo ra những phiên bản mới của chúng, được gọi là 'YouTube Poop'. Rất nhiều trong số này không thích hợp cho trẻ em. Tôi không chịu trách nhiệm về những từ ngữ hay hình ảnh trong số chúng. | ” |

Ông cũng đưa ra một cảnh báo tương tự trên trang giới thiệu của kênh YouTube của mình.